# Alice Catherine Evans
Alice Catherine Evans (29. januar 1881 - 5. september 1975) var en banebrydende amerikansk mikrobiolog. Hun var forsker ved US Department of Agriculture (det amerikanske landbrugsministerium). Der forskere hun i bakteriologi i mælk og ost. Hun demonstrerede senere, at Bacillus abortus forårsagede sygdommen brucellose (Bangs-feber eller Malta-feber) hos både kvæg og mennesker.

## Tidlige år og uddannelse
Evans blev født på en gård i Neath, Bradford County, Pennsylvania. Hendes forældre var William Howell, en landmand og forpagter, og Anne B. Evans, en lærer. Da Evans var fem og seks år gammel, blev hun undervist derhjemme af sine forældre og gik i en et-rumsskole i Neath, hvor hun fik enestående karakterer.
I 1886 overlevede Evans skarlagensfeber, ligesom hendes bror Morgan gjorde.
Hun gik på Susquehanna Collegiate Institute i Towanda, hvor hun spillede på et kvindebaskethold og blev senere lærer. I sine erindringer skriver hun, at hun blev lærer, fordi det var det eneste erhverv, der var åbent for kvinder, men at hun fandt det kedeligt. Efter fire års undervisning tog hun gratisundervisning, der blev tilbudt lærere i landdistrikterne ved Cornell University. Efter at have modtaget et stipendium, fik hun en BS (Bachelor of Science) i bakteriologi fra Cornell University i 1909 og var den første kvinde, der modtog et bakteriologi-stipendium fra University of Wisconsin–Madison, hvor hun tog sin MS (Master of Science) året efter.

## Arbejde og opdagelser
Evans fik tilbudt en føderal stilling ved mejeri-afdelingen i Bureau of Animal Industry i US Department of Agriculture. Hun accepterede tilbuddet i Madison, Wisconsin, og arbejdede der i tre år. Hun arbejdede med at raffinere processen ved fremstilling af ost og smør for forbedret smag og undersøge kilderne til bakterieforurening i mælkeprodukter. Hun var den første kvindelige videnskabsmand, der havde en fast stilling som USDA-bakteriolog og som embedsmand var beskyttet ved lov.
Hun blev interesseret i sygdommen brucellose og dens forbindelse til frisk, upasteuriseret mælk. Evans' undersøgelse fokuserede på organismen Bacillus abortus, kendt for at forårsage abort hos dyr. Alice opdagede, at mikroben trivedes i inficerede køer såvel som dyr, der virkede sunde. Rapporterne antog, at da bakterierne blev fundet i komælk, var der en sandsynlig trussel mod menneskers sundhed.
Evans besluttede at undersøge dette; hun spekulerede på, om sygdommen hos køer kunne være årsagen til brucellose hos mennesker. Hun rapporterede sine fund til Society of American Bacteriologists i 1917 og offentliggjorde sit arbejde i Journal of Infectious Diseases i 1918.
Hun blev mødt med skepsis, især fordi hun var en kvinde og ikke havde en ph.d.[kilde mangler] Hun advarede om, at rå mælk skulle pasteuriseres for at beskytte mennesker mod forskellige sygdomme. I 1920'erne gjorde forskere over hele verden de samme fund, og til sidst blev Brucella bekræftet som den sygdom, der forårsagede det, der dengang var kendt som bølgende feber og Malta-feber. Hendes fund førte til pasteurisering af mælk i 1930. Som et resultat blev forekomsten af brucellose i USA markant reduceret.
Evans blev ansat i US Public Health Service i 1918, hvor hun bidrog til området omkring infektionssygdomme, studerede epidemisk meningitis og influenza på afdelingens Hygienic Laboratories. Der blev hun selv inficeret med brucellose i 1922, en dengang uhelbredelig sygdom, der forringede hendes helbred i tyve år.
Evans donerede en samling af sine papirer til National Library of Medicine i 1969.

## Efter pensionering og død
Hun trak sig officielt tilbage i 1945, men fortsatte med at arbejde i marken. Efter sin pensionering blev Alice en populær taler, især hos kvindegrupper. Hun holdt foredrag for kvinder om karriereudvikling og forfølgelse af en videnskabelig karriere. Evans fik et slagtilfælde i en alder af 94 år og døde den 5. september 1975. Følgende står på hendes gravsten (oversat fra engelsk): ”Den blide jæger, der har forfulgt og tæmmet sit bytte, krydsede over til et nyt hjem”.

## Præmier og hædersbevisninger
- Første kvindelige præsident for Society of American Bacteriologists, valgt i 1928
- Tildelt æresgrad i medicin fra Woman's Medical College i Pennsylvania, 1934[10]
- Tildelt æresdoktorater for videnskab fra University of Wisconsin – Madison and Wilson College, 1936
- Ærespræsident, Den interamerikanske komité for brucellose, 1945–57
- Æresmedlem, American Society for Microbiology, 1975
- Indført i National Women's Hall of Fame, 1993 [11]